# Einruhr

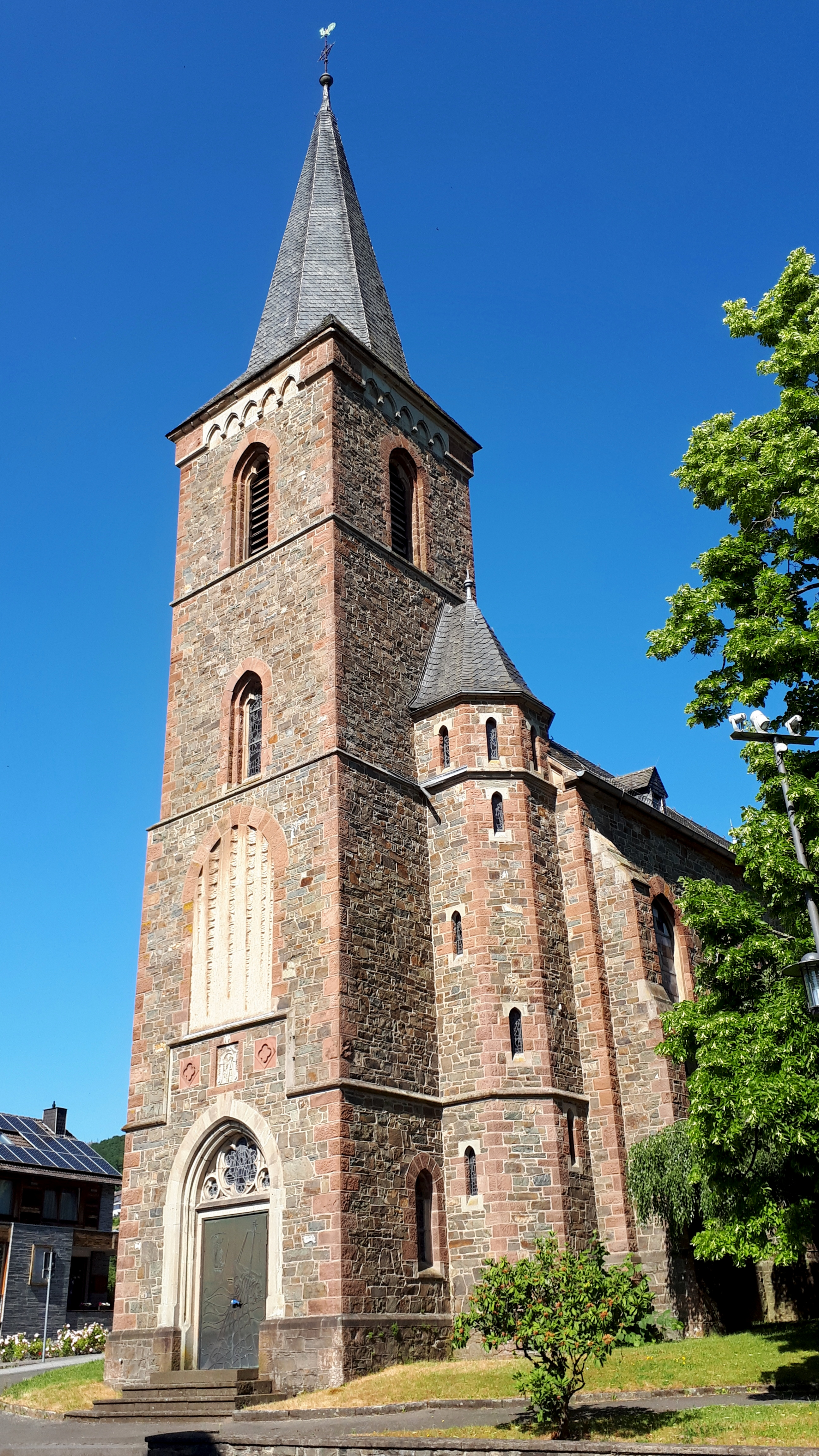
Kerk: die Sankt Nikolaus Kirche

Einruhr is een plaats in de Duitse gemeente Simmerath, deelstaat Noordrijn-Westfalen.
Einruhr ligt in de Noordeifel aan de monding van de uit het zuidzuidoosten komende Erkensruhr in de zuidelijke arm van de Obersee. Einruhr is een toeristische plaats aan de rand van het Nationale park van de Eifel.
Einruhr ligt in een dal van het riviertje de Roer. In de jaren vijftig van de 20ste eeuw werd het stuwmeer dat ontstaan is door de aanleg van de Roerdaldam, uitgebreid waardoor Einruhr land moest prijsgeven aan het meer. Het gehucht Pleushütte werd ontruimd, de bewoners moesten naar elders verhuizen en de huizen kwamen onder het wateroppervlak te staan. Het meer draagt in belangrijke mate bij aan de toeristische betekenis van Einruhr. 
Dedenborn · Eicherscheid · Einruhr · Erkensruhr · Hammer · Hirschrott · Huppenbroich · Kesternich · Lammersdorf · Paustenbach · Rollesbroich · Rurberg · Simmerath · Steckenborn · Strauch · Witzerath · Woffelsbach

Stedenregio Aken · Regierungsbezirk Keulen · Noordrijn-Westfalen